# Sjögräs

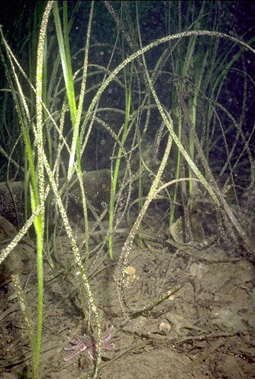
Ålgräs

Sjögräs är samlingsnamnet på en typ av blomväxter som lever i vatten. Det finns mellan 50 och 60 arter av sjögräs (omdiskuterat hur många) i hela världen, som kommer från 4 familjer växter. I Sverige finns en art; ålgräs, Zostera marina (latin), som förr även kallades för bandtång (även om den inte är en tång, som är en alg). Därtill räknas ibland släktet Ruppia som sjögräs, om de växer i marina miljöer (dvs i en hög salthalt). Sjögräs är, såsom alla växter på land, kärlväxter, och utvecklades för c:a 100-65 miljoner år sedan från sötvattensväxter.
Ett sjögräs består av tre basala delar: blad (antal, storlek och form varierar mellan arter och populationer), rhizomer (rotlöpare) och rötter. Alla sjögräs är klonala växter, vilket betyder att en individ består av ett antal skott, som sitter ihop med en rotlöpare. Därigenom är sjögräsen ängsbildande, och kan utgöra stora landskap eller ängar under vattnet i grunda havsområden. Djuputbredningen ligger på c:a 0–10 m, och beror på mängden ljus som når plantorna eftersom de fotosyntetiserar (och därför är ljuskrävande). Förutom ljus, så begränsas sjögräsens utbredning av andra abiotiska faktorer som sedimenttyp, salthalt, tidvatten, vattenströmmar, vattentemperatur, och så vidare. Eftersom sjögräsen inte är ensamma i sitt ekosystem, påverkas de också av så kallade biotiska faktorer som konkurrens (t.ex. med andra sjögräs och alger), betning från växtätande djur, och så vidare.
Födoämnen tillverkande av alger, till exempel nori, kombu och wakame med flera, omnämns ibland felaktigt som sjögräs.

## Sjögräsens roll i ekosystemet
Sjögräsängar hyser ofta en högre diversitet (artantal) och antal individer per yta än vegetationsfria bottnar, vilket beror på en kombination av t.ex. högre tillgång på föda (sjögräsblad, alger, smådjur och så vidare), skydd från rovdjur och stabila mikromiljöer mellan bladen och rötterna. Därigenom utgör sjögräsängar ofta en viktig födelse- och uppväxtplats för många fiskarter, t.ex. torsk. Vidare utgör de viktiga miljöer för flera vadarfåglar. I tropiska områden är sjögräsängar viktiga habitat för vissa extremt utrotningshotade djur som sjökor (dugonger) och sköldpaddor, vilka lever på sjögräsblad.
Genom de funktioner i ekosystemet som sjögräsen stödjer, gynnar sjögräsen inte bara andra organismer som djur och alger, utan även sig själva. T.ex. så bromsar bladen upp vattenströmmar, vilket leder till att partiklar och näringsämnen i vattenkolumnen faller till bottnen. Detta ökar mängden ljus som når sjögräsbladen, vilket i sin tur ökar deras tillväxthastighet. Därigenom kallar man ibland sjögräsen för "ekosystem-ingenjörer". Genom sina olika funktioner bidrar sjögräsen även direkt och indirekt till många viktiga ekosystemtjänster till människan i kustområden: produktion av kommersiellt viktiga fiskar och kräftdjur, syresättning av bottnar, begränsning av övergödning (genom att de tar upp överflödigt kväve och fosfor) och begränsning av kusterosion (i och med rötternas förmåga att hålla bottensediment på plats). Därtill används vissa sjögräsarters fibrer till mattor och tapeter, och historiskt sett har blad från ålgräs använts som takmaterial i t.ex. Danmark.

## Hot från människan
Många sjögräsängar världen över har kraftigt gått tillbaka de senaste årtiondena, framförallt på grund av direkta fysiska störningar (t.ex. från muddring), dåliga ljusförhållanden orsakade av kusterosion och algblomningar stimulerade av övergödning, och utsläpp av miljöfarliga ämnen som t.ex. växtbekämpningsmedel. I Sverige har ca 60% av Sveriges ålgräsängar försvunnit under 1900-talets sista 15 år, och globalt sett har takten på förlusterna av sjögräsängar ökat, trots olika förvaltningsåtgärder. Dessutom tror fler och fler forskare idag att överfiske av stora rovfiskar som t.ex. torsk skulle kunna påverka sjögräsen negativt: studier från den svenska västkusten visar att i brist på rovfiskar, så ökar deras bytesdjur - mindre rovfiskar (t.ex. smörbultar) - i antal. Detta leder i sin tur att deras bytesdjur - små växtätande kräftdjur - minskar i antal, och därigenom ökar mängden fintrådiga alger (t.ex. brun- och grönslick), som då skuggar ut sjögräsen. Detta är ett exempel på en så kallad trofisk kaskad-effekt, som i kombination med övergödning tros kunna leda till att sjögräsängar kan bli helt överväxta av fintrådiga alger. Liknande gynnsamma effekter av större rovfiskar har visats i blåstångsbälten längs den svenska Östersjökusten, där förluster av gädda och abborre indirekt bidragit till mer skadliga algblomningar.
När sjögräsängar försvinner använder man ibland transplantering (av plantor från friska ängar) för att försöka få sjögräsen att återväxa. Detta är en populär åtgärd i t.ex. Australien och USA, där man till och med utvecklat små larvgående traktorer som gräver upp flera kvadratmeter sjögräsäng, och transplanterar dem på andra ställen. Transplantering är dock kostsamt, och lyckas i så lite som en tredjedel av fallen. Detta beror oftast på en kombination av att den störning som orsakade den ursprungliga sjögräsförlusten ofta finns kvar (t.ex. övergödning), och att bottenförhållanden (t.ex. sedimentet) förändras i så hög grad när sjögräset försvinner, att en normal återväxt blir omöjlig. Därför anser många att den bästa strategin är att försöka förhindra förlust av sjögräs, istället för att återtransplantera.
I vissa länder är sjögräs numera skyddade genom lagstiftning, vilket begränsar negativa effekter av direkta störningar som muddring och så vidare. Dock är det svårare att begränsa diffusa störningar som utsläpp av gödningsmedel från jordbruk.